# Тикрит
Тикрит (арап. تكريت) је град у Ираку, који се налази 160 километара северно од Багдада на реци Тигар. Град, чија је популација 2012. године била око 160.000, административни је центар покрајине Саладин.

## Историја
Град је прву пут споменут у Хроници пада Асирије, као уточиште за вавилонског краља Набополасара током његовог напада на град Асур 615. п. н. е. Тикрит је обично идентификован као хеленистичко насеље Бирта.
Више од хиљаду година Тикрит је поседовао тврђаву и велики хришћански манастир. Поново је обновљен као центар за производњу вунених текстила.
1138, легендарни курдски вођа Саладин је рођен овде; међу многим његовим успесима је била одбрана Египта од Крсташа и поновно освајање Јерусалима 1187. Данашња провинција чији је Тикрит административни центар носи име по њему.
Град, као и већина Ирака, је разрушен у 14. веку за време инвазије Монгола под Тамерланом. Током османског периода Тикрит је постојао као мало насеље које је припадало Ракка Ејалету; његово становништво никада није прелазило 4.000–5.000.
Септембра 1917, британске снаге су преотеле град од Османског царства током Првог светског рата.
Град је данас можда најпознатији као родно место бившег ирачког вође Садама Хусеина, који се често волео да се пореди са Саладином. Многи виши чланови ирачке владе током његове владавине бирани су из Садамовог родног племена, Ал Бу Насира, као и чланови Ирачке републиканске гарде, првенствено јер је Садам наводно мислио да може највише да се ослони на рођаке и савезнике своје породице. Доминација Тикрита у ирачкој влади је постала непријатна за Садама и 1977. их је замолио да прекину употребу презимена у Ираку да би сакрио чињеницу да су многи од његових кључних присталица носили исто презиме као и Садам.
У уводним недељама инвазије Ирака 2003, многи посматрачи су шпекулисали да ће се Садам вратити у Тикрит у своје ”последње упориште”. Град је био мета јаког ваздушног бомбардовања и 13. априла 2003. неколико хиљада америчких маринаца са око 300 лако оклопљених возила је ушло у град, наилазећи на мали или никакав отпор. Са падом Тикрита, амерички генерал Стенли Макристал је рекао: ”Очекујем да су веће борбене операције готове”.
Током потоње окупације, Тикрит је постао поприште бројних побуњеничких напада против окупационих снага. Често се означава као северна основица чувеног ”Сунитског троугла” у коме је побуна најинтезивнија.
Након пада Багдада, Садам Хусеин се скривао у и око Тикрита код рођака и савезника у периоду од око 6 месеци. Током последњег периода свог скривања, живео је изван места Ад-Давр, петнаест километара јужно од Тикрита. Коалиционе снаге су га ухватиле 13. децембра 2003.
22. новембра америчка Трећа пешадијска дивизија је предала контролу над Садамовом главном палатом у Тикриту гувернеру провинције Салах ах Дин.